# 10 000 złotych 1992 Władysław III Warneńczyk
10 000 złotych 1992 Władysław III Warneńczyk – okolicznościowa moneta o nominale dziesięć tysięcy złotych, wprowadzona do obiegu 30 grudnia 1992 r. zarządzeniem z 11 grudnia 1992 r. (M.P. z 1992 r. nr 39, poz. 292), wycofana z dniem denominacji z 1 stycznia 1995 r., rozporządzeniem prezesa Narodowego Banku Polskiego z dnia 18 listopada 1994 r. (M.P. z 1994 r. nr 61, poz. 541).
Moneta została wybita w ramach serii tematycznej Poczet królów i książąt polskich.

## Awers
W centralnym punkcie umieszczono godło – orła w koronie, po bokach orła rok „1992”, dookoła napis „RZECZPOSPOLITA POLSKA”, na dole napis „ZŁ 10000 ZŁ”, a pod łapą orła znak mennicy w Warszawie.

## Rewers
Na tej stronie monety znajduje się popiersie Władysława Warneńczyka, dookoła napis „WŁADYSŁAW III WARNEŃCZYK”, z lewej strony obok popiersia daty „1434 1444”, z prawej strony nad ramieniem monogram projektantki.

## Nakład
Monetę bito w Mennicy Państwowej, w miedzioniklu, na krążku o średnicy 29,5 mm, masie 10,8 grama, z rantem ząbkowanym, w nakładzie 2 500 000 sztuk, według projektów:
- Stanisławy Wątróbskiej-Frindt (awers) oraz
- Ewy Tyc-Karpińskiej (rewers)[1].

## Opis
Okolicznościowa moneta o nominale 10 000 złotych z Władysławem III Warneńczykiem należy do serii tematycznej monet obiegowych z wizerunkiem okolicznościowym − poczet królów i książąt polskich, składającej się w sumie z 23 monet o różnych nominałach, w tym z:
- 6 monet o nominale 50 złotych (okres PRL),
- 4 monet o nominale 100 złotych (okres PRL),
- 1 monety o nominale 500 złotych (okres PRL),
- 1 monety o nominale 10 000 złotych (okres przeddenominacyjny III RP),
- 2 monet o nominale 20 000 złotych (okres przeddenominacyjny III RP),
- 9 monet o nominale 2 złote (okres podenominacyjny III RP).

Seria ta była emitowana przez Narodowy Bank Polski w latach 1979−2005.

## Powiązane monety
Z identycznym rysunkiem rewersu Narodowy Bank Polski wyemitował:
- monetę kolekcjonerską z roku 1992, w srebrze Ag750, o nominale 200 000 złotych, średnicy 32 mm, masie 16,5 grama, z rantem gładkim,
- monetę kolekcjonerską z roku 2003, w złocie Au900, o nominale 100 złotych, średnicy 21 mm, masie 8 gramów, z rantem gładkim.

## Wersje próbne
Istnieje wersja tej monety należąca do serii próbnej w niklu, wybita w nakładzie 500 sztuk.